# リー族
黎族（リー族）は中国の少数民族のひとつ。その約90%以上が海南島に住む。

## 歴史
百越の分枝駱越が秦・漢以前の時代に移住したことに始まるという。同じく駱越に起源を持つ民族に水族がある。
民族としての自称は賽、孝、岐、美孚、本地など。11世紀宋の時代より史書にその名が見えるといい、紡織に秀でていたとされる。その技術は「黎錦」と呼ばれ、現在も伝えられているという。
数多ある少数民族の中でも政府から比較的厚遇を与えられているとされるが、それは国共内戦中に中国共産党に味方したためという。

## 自治地方

### 自治県
- 海南省
  - 楽東リー族自治県
  - 保亭リー族ミャオ族自治県
  - 昌江リー族自治県
  - 瓊中リー族ミャオ族自治県
  - 白沙リー族自治県
  - 陵水リー族自治県

## 人口・言語
現在は人口146.3万。黎語を話し、1957年に黎語ラテン文字化方案が考案された。古くより漢族との交流があり、漢語に通ずる者も多い。

## 信仰・文化
「鬼神」と呼ばれる精霊的存在へのアニミズム信仰を持ち、旧暦3月3日「三月三」と呼ばれる豊穣を祈る祭礼を行う。粥など米類を主食とするが、特色のある料理として、竹筒に米を入れて作る竹筒飯などがある。2006年には、黎族を題材とした映画「青檳榔之味」が作成された。

## 関連事項
- 黎語
- 苗族
- 海南島
- 俚族